# 연초 (전진)
연초(延初)는 중국 전진(前秦) 말주(末主) 부숭(苻崇)의 연호이자 전진의 마지막 연호이다. 394년 7월에서 394년 10월까지 4개월 동안 사용하였다. 394년 10월, 서진(西秦)에게 전진이 멸망당하면서 폐지되었다.
같은 시기에 사용된 다른 연호로는 동진(東晉)에서 사용한 태원(太元 : 376년 ~ 396년), 후연(後燕)에서 사용한 건흥(建興 : 386년 ~ 396년), 후진(後秦)에서 사용한 황초(皇初 : 394년 ~ 399년), 서진(西秦)에서 사용한 태초(太初 : 388년 ~ 400년), 후량(後凉)에서 사용한 인가(麟嘉 : 389년 ~ 396년), 서연(西燕)에서 사용한 중흥(中興 : 386년 ~ 394년), 북위(北魏)에서 사용한 등국(登國 : 386년 ~ 396년)이 있다. 중국 이외의 다른 국가에서 사용한 연호로는 고구려(高句麗)에서 사용한 영락(永樂 : 391년 ~ 412년)이 있다.

## 연대대조표
| 연초                | 원년            |
| 서력                | 394년           |
| 육십간지 (六十干支) | 갑오(甲午)      |
| 동진 (東晉)         | 태원(太元) 19년 |
| 후연 (後燕)         | 건흥(建興) 9년  |
| 후진 (後秦)         | 황초(皇初) 원년 |
| 서진 (西秦)         | 태초(太初) 7년  |
| 후량 (後凉)         | 인가(麟嘉) 6년  |
| 서연 (西燕)         | 중흥(中興) 9년  |
| 북위 (北魏)         | 등국(登國) 9년  |
| 고구려 (高句麗)     | 영락(永樂) 4년  |

## 같이 보기
- 중국의 연호

| 이전 연호 태초(太初) | 중국의 연호 전진(前秦) | 다음 연호 - |